# 17-та окрема бригада радіоелектронної боротьби (РФ)
17-та окрема бригада радіоелектронної боротьби (РЕБ) — формування Військ радіоелектронної боротьби Збройних сил Російської Федерації.
Умовне найменування — Військова частина № 11666 (в/ч 11666). Скорочене найменування — 17-та обрреб.
Формування входить до складу Східного військового округу. Пункт постійної дислокації — село Матвієвка Хабаровського краю.

## Історія
18 квітня 1942 року наказом командувача Далекосхідного фронту з особового складу 16-го окремого запасного полку була сформована 683-тя окрема кабельно-шестова рота, що стала засновницею 17-ї окремої бригади РЕБ.
У 2013 році бригада брала участь в боротьбі з наслідками масштабного паводка на Амурі. Виконувалися завдання з дезінфекції населених пунктів, відновлення доріг й мостових переходів, підвозу продовольства та питної води у важкодоступні райони. Понад 14 тисяч тонн силосу, пшениці, вівса, гороху та сіна були перевезені 17-ю бригадою РЕБ, разом з іншими підрозділами, у постраждалі від паводків райони.
За підсумками 2016 року бригада стала кращим з'єднанням радіоелектронної боротьби серед з'єднань та військових частин РЕБ Сухопутних військ Збройних сил Російської Федерації.

## Опис
Бригада є основним з'єднанням РЕБ Східного військового округу. В її завдання входить придушення елементів систем управління військами (силами) й зброєю противника на східному театрі військових дій.
На озброєнні бригади перебувають комплекси РЕБ «Красуха-С4», «Мурманськ-БН», «Москва», АЗПП «Леєр-3».